# Syllepte neofulviceps
Syllepte neofulviceps is een vlinder van de familie van de grasmotten (Crambidae). De wetenschappelijke naam van deze soort is voor het eerst voorgesteld door Anton Klima in een publicatie uit 1939.
De soort komt voor in Colombia.